# Paratopula
Paratopula is een geslacht van vliesvleugelige insecten van de familie Mieren (Formicidae).

## Soorten
- P. andamanensis (Forel, 1903)
- P. ankistra Bolton, 1988
- P. catocha Bolton, 1988
- P. ceylonica (Emery, 1901)
- P. demeta Bolton, 1988
- P. intermedia Sheela & Narendran, 1998
- P. longispina (Stitz, 1938)
- P. macta Bolton, 1988
- P. oculata (Smith, F., 1857)
- P. sumatrensis (Forel, 1913)
- P. zhengi Xu & Xu, 2011